# إنريكي تريفيريو
إنريكي تريفيريو (بالإسبانية: Enrique Triverio)‏ (31 ديسمبر 1988 في الأرجنتين - ) هو لاعب كرة قدم أرجنتيني في مركز الهجوم. لعب مع أرجنتينوس جونيورز وخميناسيا خوخوي وديفنسا خوستيكا ونادي راسينغ ويونيون دي سانتا في وJuventud Antoniana ‏ وUnión de Sunchales ‏.

## روابط خارجية
- إنريكي تريفيريو على موقع قاعدة بيانات كرة القدم.إي يو (الإنجليزية)
- إنريكي تريفيريو على موقع Soccerway.com (الإنجليزية)
- إنريكي تريفيريو على موقع AS.com (الإسبانية)